# Papers, Please
Papers, Please è un videogioco indipendente creato dallo sviluppatore Lucas Pope.
Il gioco si focalizza sulla vita lavorativa di un ispettore di frontiera addetto al controllo immigrazione nel Presidio di Grestin Est, città del fittizio Paese di Arstotzka. La sua prima pubblicazione avvenne l'8 agosto 2013 per Windows e macOS. Successivamente venne distribuito anche per Linux il 12 febbraio 2014. Il 12 dicembre 2014 viene lanciata la versione per iPad. Il 12 settembre 2017 viene pubblicata, dopo anni dall'annuncio, la versione per Playstation Vita, mentre per i dispositivi mobili Android e iOS la pubblicazione è avvenuta il 5 agosto 2022.

## Modalità di gioco
Il gameplay di Papers, Please si focalizza sulla vita lavorativa di un ispettore di frontiera addetto al controllo immigrazione in Arstotzka, un fittizio Paese a regime comunista per la durata di un mese a cavallo tra il 23 novembre e il 24 dicembre del 1982. Il giocatore controlla i documenti dei richiedenti e impiega diversi strumenti per verificare se i documenti sono in ordine, se la persona che gli si para davanti è un terrorista, un criminale o un contrabbandiere al fine di mantenere individui indesiderabili fuori dei confini nazionali o, nel caso, arrestarli.

Simbolo dell'Ordine della stella Ezic

Quando il giocatore scopre una discrepanza infatti può interrogare il richiedente per ottenere ulteriori informazioni al riguardo, con la possibilità di utilizzare body scanner o confrontare impronte digitali e nominativi con quelli presenti in archivio: i richiedenti però possono tentare di corrompere attraverso favori, oggetti e denaro il giocatore, che in ultimo dovrà decidere se la persona che ha di fronte abbia letteralmente tutte le carte in regola per poter passare applicando gli opportuni timbri al fine di convalidare o respingere la richiesta d'entrata e chiamare così la prossima persona in fila. Solo dopo che il soggetto si è allontanato dal checkpoint il giocatore viene a scoprire se ha commesso un errore di valutazione per mezzo di un richiamo: se si commettono troppi errori si incorre in multe sempre più onerose che gli verranno detratte dal suo già misero stipendio.
Alla fine di ogni giornata, il giocatore riceve un ammontare in denaro in base al numero di persone che ha controllato accuratamente (5$ per ogni controllo corretto), cui vanno aggiunte le tangenti collezionate e sottratte le sanzioni delle multe. Il giocatore deve decidere come spenderli tra le varie voci di spesa dovute ai fabbisogni giornalieri della sua numerosa famiglia (cibo, riscaldamento, medicine per il figlio, affitto, adozione della nipote, ecc.) e possibili miglioramenti da apportare alla sua cabina.
Poiché le relazioni tra l'Arstotzka e i Paesi vicini (Obristan, Kolechia, Impor, Republia, Antegria, Federazioni Unite o F.F.U.U.) sono incrinate, anche a causa di attacchi terroristici, vengono gradatamente aggiunte nuove regole di accettazione man mano che si avanza nel gioco, come il consentire l'accesso ai soli cittadini di Arstotzka o l'obbligo di passare al body scanner tutte le persone di una certa nazionalità. Il giocatore può trovarsi combattuto tra il suo dovere e la propria morale nel dover valutare i "casi umani" che gli si possono parare davanti, come ad esempio rifiutare l'ingresso a una donna il cui marito è appena stato accettato la quale però non possiede i documenti necessari per l'ingresso.
Presto appare una misteriosa organizzazione antigovernativa conosciuta come "L'Ordine della Stella EZIC", con diversi suoi membri che si presenteranno man mano al checkpoint, chiedendo all'ispettore di aiutarli a rovesciare l'attuale governo e stabilirne uno nuovo attraverso il suo benestare: il giocatore può scegliere se assecondare le richieste dell'organizzazione o meno.
A seconda di come si è condotta la partita si assisterà a uno dei venti finali disponibili, con la possibilità di sbloccare tre modalità speciali.

## Personaggi
- L'ispettore: il protagonista, un uomo di mezza età arstotzkiano, tifoso, che ha vinto alla lotteria del lavoro, ottenendo un posto presso il presidio di Grestin come controllore e ispettore. Padre di famiglia, il lavoro lo comprometterà personalmente tra dovere patriottico a servizio dello Stato e della sua sicurezza, l'etica personale che lo metterà innanzi a scelte utilitaristiche, e il suo personale bisogno di mantenimento di egli e della sua famiglia, il quale lo porterà a condizioni di difficoltà al presentarsi di tangenti e corruzioni.
- Jorji Costava: è un trafficante di droga dell'Obristan che, ad intervalli prestabiliti, si presenterà alla dogana divenendo, lentamente, amico del protagonista, il quale si troverà occasionalmente a dovere arrestare Jorji, chiedendogli perdono, ma Jorji non si preoccupa mai, in quanto, come dice lui, "oramai i poliziotti lo conoscono", e anzi lo complimenta per la bravura lavorativa, incitandolo a continuare il lavoro. Indipendentemente dalla scelta dell'ispettore di immischiarsi in faccende illegali (ossia aiutare l'EZIC), Jorji gli consiglierà di fuggire in Obristan verso la fine del gioco.
- Calensk: è una guardia che pagherà il protagonista in base ai suoi arresti ogni tanto a inizio giornata e lo aiuterà a disinnescare una bomba. Dopo un po' di giorni viene trasferito e pagherà a giorni alterni. Ha combattuto in Kolechia, facendo la guerra, e dice che là è ancor peggio che ad Arstotzka.
- Sergiu Volda: è un'amichevole guardia che diverrà amico del protagonista. Verso la fine del gioco, chiederà al protagonista di far passare la sua amata, Elisa Katsenja, conosciuta durante la guerra per la Kolechia. Il giocatore può accontentare Sergiu o meno, deludendolo completamente rifiutando l'ingresso della donna (poiché le mancano permesso d'entrata, identificativo e certificato di vaccinazione). È l'unico personaggio capace di morire definitivamente, se il giocatore lo lascia morire durante gli attentati terroristici.
- Dimitri: è il superiore del protagonista (il responsabile delle dogane), che si presenterà ogni dieci giorni consegnando una targhetta al protagonista e comunicandogli i suoi ammonimenti totali. Si dirà orgoglioso di lui se non ne avrà, e prometterà di dargli "una punizione severa" se rifiuterà di far entrare la sopracitata Shae Pierovska (mentre se viene anche fatta arrestare, Dimitri si arrabbierà e lo farà arrestare per una motivazione falsa).
- M. Vonel: è un investigatore speciale del governo sotto la Divisione di Grestin Est. Lavora per l'Ufficio di Investigazione sotto il Ministero dell'Informazione. Apparirà il giorno 12, chiedendo delle informazioni su un gruppo sospetto (l'EZIC). Riapparirà il giorno 29 per informare il protagonista di un controllo completo sulle sue attività precedenti. Se il protagonista non fuggirà in Obristan, verrà giudicato da Vonel il giorno 32, determinando il finale che il protagonista avrà raggiunto.
- Agente dell'EZIC: l'EZIC è un'organizzazione terroristica con il fine di rovesciare il regime di Arstotzka e metterne a capo uno meno rigido e severo. L'ispettore verrà più volte contattato da un agente, capo del progetto, per aiutarli a varcare il confine e fare entrare dei loro uomini. L'ispettore dovrà decidere se combattere con l'EZIC, mettendo a rischio lui e la sua famiglia nel caso venisse scoperto da Vonel, o diventando l'eroe di Nuova Arstotzka.
- Simon Wens: è un serial killer di bambini originario di Arstotzka. Il protagonista riceverà una richiesta d'aiuto dal padre di una delle vittime, che chiederà di far passare Wens dopo avergli confiscato il passaporto, in modo da poterlo poi rintracciare ed uccidere.

## Sviluppo

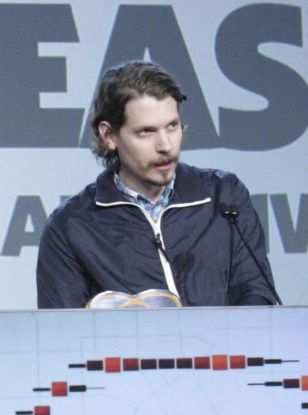
Lucas Pope mentre riceve un premio per Papers, Please durante l'edizione 2014 del Game Developers Conference

Papers, Please è stato sviluppato da Lucas Pope, ex sviluppatore della celebre Naughty Dog, che ha deciso di lasciare l'azienda dopo aver lavorato sulla serie Uncharted per diventare uno sviluppatore indipendente. I lavori su Papers, Please iniziarono nel novembre 2012, usando il linguaggio di programmazione Haxe e il framework NME, entrambi open source. Inizialmente concepito come un progetto della durata di sei mesi, il concept divenne via via più grande di quanto Pope si fosse aspettato, completando così lo sviluppo in nove mesi.
Di nazionalità statunitense ma residente in Giappone, Pope ha affrontato l'immigrazione nei suoi viaggi internazionali e ha pensato che un'esperienza da lui stesso descritta come "tesa" sarebbe potuta essere introdotta in un gioco divertente. Prima della commercializzazione, Pope ha lanciato una campagna di raccolta nomi fittizi aperta al pubblico, dove la gente poteva inserire i nominativi desiderati, perché fossero poi assegnati in maniera casuale ai personaggi nel gioco.

## Cortometraggio
Dal videogioco è stato tratto un cortometraggio diretto da Nikita Ordynskiy con il protagonista interpretato da Igor' Savočkin.

### Trama
Il corto vede diversi elementi specifici del gioco avvenire durante il lavoro dell'Ispettore (l'arrivo della fidanzata di Sergiu, il solito tentativo di contrabbando di Jorji). Rigidamente, l'Ispettore farà passare solo quelli con le carte in regola, finché, dopo aver fatto passare un Kolechiano, questi lo prega di fare lo stesso con la moglie; ella viene dopo di lui e, nonostante abbia il passaporto non valido a causa di un errore di stampa del cognome, l'Ispettore le permette di passare. Sfortunatamente per lui e le guardie, i due si scoprono essere terroristi. La moglie si fa esplodere fuori dal checkpoint neutralizzando i soldati e l'Ispettore viene ucciso da una revolverata da parte del marito.